# Teddy im Schlafsofa
Teddy im Schlafsofa (nach Lamprecht: Teddy im Schlafsopha) ist eine deutsche Filmkomödie von 1915 innerhalb der Stummfilmreihe Teddy. Hauptdarsteller ist Paul Heidemann.

## Hintergrund
Der Film hat eine Länge von zwei Akten. Er wurde von der Polizei mit einem Jugendverbot belegt sowie für die Dauer des Krieges verboten (Nr. 37147).